# 葛飾北輝
葛飾 北輝（かつしか ほっき、生没年不詳）とは、江戸時代の浮世絵師。

## 来歴
葛飾北斎の門人。俗名不明、葛飾の画姓を称す。はじめ寸松と号し後に北輝、江戸川北輝と称した。作画期は文化の頃で錦絵などを残している。

## 作品
- 『狂歌国尽』　※文化7年（1824年）刊行。「寸松改北輝筆」の落款あり
- 「本朝振袖之始素盞烏尊妖怪降伏之図」　横大判錦絵　※落款「江戸川北輝画」